# Florence Tremblay
Florence Tremblay (Rimouski, 13 luglio 2004) è una nuotatrice artistica canadese.

## Palmarès

### Coppa del Mondo
- 9 podi:
  - 5 secondi posti (5 nella gara a squadre)
  - 4 terzi posti (4 nella gara a squadre)